# 2010 في تونس
فيما يلي قوائم الأحداث التي وقعت خلال عام 2010 في تونس.

## أحداث
- 9 مايو – الانتخابات البلدية التونسية 2010

## سياسة

### تعيين في المنصب
- 11 يناير – محمد الباجي بن مامي رئيس بلدية تونس.

### انتهاء فترة المنصب
- 1 يناير – عباس محسن رئيس بلدية تونس.

## أفلام
من الأفلام التي صدرت هذه السنة في تونس:
- 14 سبتمبر – آخر ديسمبر من إخراج معز كمون.
- 14 سبتمبر – آخر ديسمبر من إخراج معز كمون.

## وفيات

### يناير
- 2 يناير – توفيق بوغدير (مواليد 1916)
- 12 يناير – هادي عنابي (مواليد 1943) دبلوماسي تونسي.

### مايو
- 28 مايو – رشيد قارة (مواليد 1930) ممثل تونسي.

### يونيو
- 23 يونيو – محمد مزالي (مواليد 1925) سياسي تونسي.

### سبتمبر
- 10 سبتمبر – محمد غنيمة (مواليد 1930)

### نوفمبر
- 4 نوفمبر – الطاهر شريعة (مواليد 1927)

### ديسمبر
- 5 ديسمبر – الطيب السحباني (مواليد 1925) سياسي تونسي.
- 6 ديسمبر – توحيدة بن الشيخ (مواليد 1909) طبيبة تونسية.